# Munzothamnus blairii
La  Munzothamnus blairii   (Munz & I.M.Johnst.) P.H.Raven, 1963 è una specie di pianta angiosperma dicotiledone della famiglia delle Asteraceae. Munzothamnus blairii   è anche l'unica specie appartenente al genere  Munzothamnus  P.H.Raven, 1963.

## Etimologia
Il nome del genere ( Munzothamnus) deriva da due parole: "thamnos" (= arbusto, in greco antico) e "Munz" in onore del botanico americano P. A. Munz, (1892–1974), e significa "arbusto di Munz".
Il nome scientifico della specie è stato definito dai botanici Philip Alexander Munz (1892-1974), Ivan Murray Johnston (1898-1960) e Peter Hamilton Raven (1936-) nella pubblicazione " Aliso. a series of papers on the native plants of California. [Title originally El Aliso]" (Aliso 5: 345) del 1963. Il nome scientifico del genere è stato definito dal botanico Peter Hamilton Raven (1936-) nella stessa pubblicazione.

## Descrizione

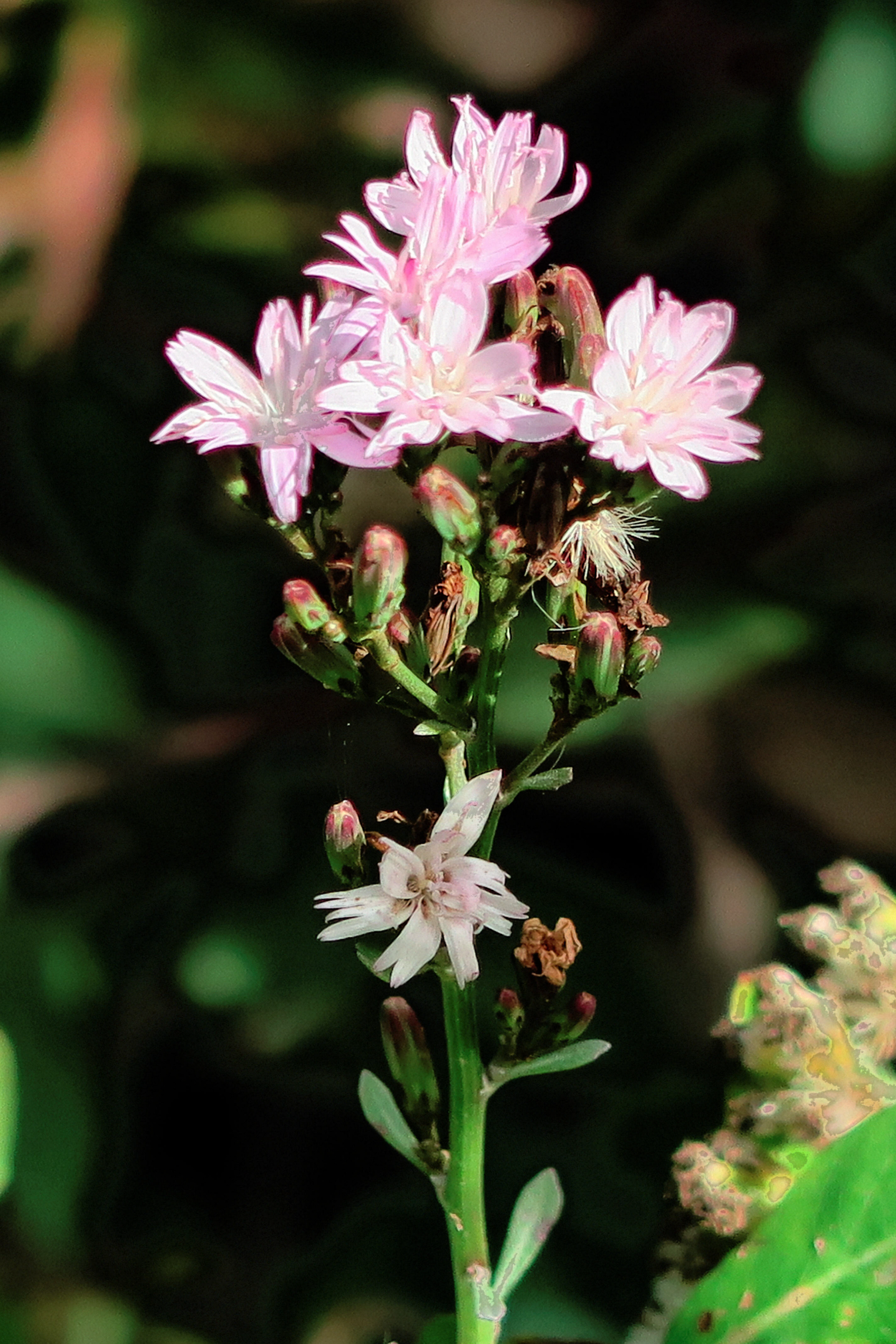
Il portamento

Habitus. Le piante di questa voce, con cicli biologici annuali o perenni, sono piante mediamente alte. Tutte le specie del gruppo, di appartenenza di questa pianta, sono provviste di latice.
Fusto. I fusti, in genere eretti e ascendenti, sono di solito solitari e mediamente ramificati. Hanno una consistenza carnosa, sono brunastri e tomentosi. Le radici in genere sono di tipo fittonante. Altezza media delle piante: 100 – 200 cm.
Foglie. Le foglie sono raccolte all'apice degli steli in strutture a rosetta (ciuffi apicali). La forma varia da obovate a oblungo-obovate; i margini sono irregolarmente sinuati o lobati; la lamina alla base è attenuata in una struttura piccioliforme e all'apice è arrotondata o ottusa.
Infiorescenza. La sinflorescenza germogliata dalla rosetta fogliare terminale, ed è di tipo paniculiforme. L'infiorescenza in genere è composta da uno o più capolini terminali densamente ghiandolosi e bratteati. I capolini, solamente di tipo ligulifloro, sono formati da un involucro composto da diverse brattee (o squame) all'interno delle quali un ricettacolo fa da base ai fiori ligulati. L'involucro ha una forma più o meno cilindrica ed è formato da due serie differenziate (esterne e interne) di brattee. Le brattee esterne hanno delle forme da ovato-triangolari a lanceolari e sono lunghe fino a metà della lunghezza delle brattee interne; quelle interne (da 8 a 9), hanno delle forme da lanceolate a lineari con margini strettamente scariosi e apici da ottusi ad acuti (spesso scarsamente aracnoidi); le facce delle brattee sono glabre o scarsamente ghiandolose. Il ricettacolo, alla base dei fiori, è nudo (senza pagliette) e più o meno piatto. Dimensioni dell'involucro: lunghezza 7 – 10 mm; diametro 3 – 5 mm.
Fiori. I fiori (da 9 a 12 per capolino), tutti ligulati, sono tetra-ciclici (ossia sono presenti 4 verticilli: calice – corolla – androceo – gineceo) e pentameri (ogni verticillo ha in genere 5 elementi). I fiori sono ermafroditi, fertili e zigomorfi.
- Formula fiorale:

*/x K {\displaystyle \infty }, [C (5), A (5)], G 2 (infero), achenio
- Calice: i sepali del calice sono ridotti ad una coroncina di squame.
- Corolla: le corolle sono formate da un tubo e da una ligula terminante con 5 denti; il colore varia da rosa fino a violaceo.
- Androceo: gli stami sono 5 con filamenti liberi e distinti, mentre le antere sono saldate in un manicotto (o tubo) circondante lo stilo.[12] Le antere sono codate e allungate con una appendice apicale; i filamenti sono lisci. Il polline è tricolporato e di colore arancio.[13]
- Gineceo: lo stilo è filiforme. Gli stigmi dello stilo sono due divergenti, corti, smussati e ricurvi con la superficie stigmatica posizionata internamente (vicino alla base).[14] L'ovario è infero uniloculare formato da 2 carpelli.

Frutti. I frutti sono degli acheni con pappo. Gli acheni, colorati di grigio-marrone, hanno una forma cilindrica con apice troncato e privi di becco (non sono compressi); sono provvisti di 5 coste longitudinali ciascuna accompagnata da 1 - 2 coste secondarie lisce e glabre. Il pappo si compone di 25 - 35 setole barbate ma non piumose disposte su una sola serie.

## Biologia
- Impollinazione: l'impollinazione avviene tramite insetti (impollinazione entomogama tramite farfalle diurne e notturne).
- Riproduzione: la fecondazione avviene fondamentalmente tramite l'impollinazione dei fiori (vedi sopra).
- Dispersione: i semi (gli acheni) cadendo a terra sono successivamente dispersi soprattutto da insetti tipo formiche (disseminazione mirmecoria). In questo tipo di piante avviene anche un altro tipo di dispersione: zoocoria. Infatti gli uncini delle brattee dell'involucro (se presenti) si agganciano ai peli degli animali di passaggio disperdendo così anche su lunghe distanze i semi della pianta.

## Distribuzione e habitat
Si tratta di un endemismo dell'isola di San Clemente (California).

## Tassonomia
La famiglia di appartenenza di questa voce (Asteraceae o Compositae, nomen conservandum) probabilmente originaria del Sud America, è la più numerosa del mondo vegetale, comprende oltre 23.000 specie distribuite su 1.535 generi, oppure 22.750 specie e 1.530 generi secondo altre fonti (una delle checklist più aggiornata elenca fino a 1.679 generi). La famiglia attualmente (2021) è divisa in 16 sottofamiglie.

### Filogenesi
Il genere di questa voce appartiene alla sottotribù Microseridinae della tribù Cichorieae (unica tribù della sottofamiglia Cichorioideae). In base ai dati filogenetici la sottofamiglia Cichorioideae è il terz'ultimo gruppo che si è separato dal nucleo delle Asteraceae (gli ultimi due sono Corymbioideae e Asteroideae). La sottotribù Microseridinae fa parte del "quinto" clade della tribù; in questo clade insieme alla sottotribù Cichoriinae forma un "gruppo fratello".
I seguenti caratteri sono distintivi per la sottotribù:
- il polline è colorato di arancio;
- la distribuzione è relativa al Nuovo Mondo.

Il genere di questa voce, nell'ambito filogenetico della sottotribù, occupa una posizione vicina ai generi Stephanomeria, Rafinesquia  e Pleiacanthus. Alcuni Autori, considerando l'estensione della sottotribù, l'hanno suddivisa in 8 entità (o alleanze) informali. Il genere di questa voce è stato associato al gruppo 'Alleanza Stephanomeria formato dai generi  Munzothamnus, Pleiacanthus, Prenanthella, Rafinesquia e Stephanomeria. Il genere di questa voce in precedenti classificazioni era descritto all'interno della sottotribù (non più valida) Stephanomeriinae. Alcune checklist considerano il genere Prenanthella sinonimo di Lygodesmia.
I caratteri distintivi per questa specie sono:
- il ciclo biologico è perenne con portamento arbustivo;
- gli steli sono carnosi, brunastri e tomentosi;
- il ricettacolo è nudo;
- i capolini hanno pochissimi fiori;
- è un endemismo dell'isola di San Clemente (California).

Il numero cromosomico della specie è: 2n = 16 (specie diploide).

### Sinonimi
La specie di questa voce, in altri testi, può essere chiamato con nomi diversi. L'elenco che segue indica alcuni tra i sinonimi più frequenti:
- Stephanomeria blairii Munz & I.M.Johnst., 1924
- Malacothrix blairii Munz & I.M.Johnst., 1935